# Wilhelm Henneberg
Johann Wilhelm Julius Henneberg (* 10. September 1825 in Wasserleben; † 22. November 1890 in Göttingen) war ein deutscher Tierernährungsphysiologe.

## Leben
Henneberg, ältester Sohn des Domänenpächters Eduard Sylvester Henneberg (1797–1866), besuchte das Collegium Carolinum in Braunschweig, hielt sich im Sommer 1840 zum Praktikum der Hütten- und Maschinenkunde auf der späteren Fürst-Stolberg-Hütte in Ilsenburg (Harz) auf, studierte seit Ostern 1845 Chemie und Botanik an der Universität Jena und ging im Herbst 1846 nach Gießen, wo er im Laboratorium Justus von Liebigs analytische Arbeiten auf dem Gebiet der Tierchemie durchführte.
1849 promovierte er an der Universität Jena. Seine erste berufliche Anstellung fand er 1851 als zweiter Sekretär im Landwirtschaftlichen Verein des Herzogtums Braunschweig. 1852 wurde er Sekretär der Königlich Hannoverschen Landwirtschaftsgesellschaft in Celle, wo er seinen Wirkungskreis erheblich erweitern konnte. Er richtete ein agrikulturchemisches Laboratorium ein und gab seit 1853 das „Journal für Landwirtschaft“ heraus, das er bis zu seinem Tod – zuletzt gemeinsam mit Gustav Drechsler – redaktionell betreute.
1857 übernahm Henneberg die Leitung der neu gegründeten Landwirtschaftlichen Versuchsstation Weende bei Göttingen. Anfangs widmete er sich hier pflanzenbaulichen Problemen. Auf dem nahe gelegenen Klostergut Weende führte er Düngungsversuche durch. Zum Schwerpunkt seiner wissenschaftlichen Tätigkeit wurde jedoch alsbald die Erforschung der Gesetzmäßigkeiten der Stoffbildung im Tierkörper. Unterstützt von zahlreichen Assistenten, vor allem von Friedrich Stohmann, erarbeitete er an dieser Versuchsstation die wissenschaftlichen Grundlagen der modernen Tierernährungslehre. Allein durch die Einführung des Begriffes der verdaulichen Nährstoffe und ihrer Bestimmung am Tier, sowie durch die Fixierung einer einheitlichen analytischen Methodik in der später weltbekannten Weender Analyse (Weender Methoden), bestimmte er die Entwicklungsrichtung der Tierernährung bis in die heutige Zeit. Seine 1860 und 1864 veröffentlichten Beiträge zur Begründung einer rationellen Fütterung der Wiederkäuer gehören heute zu den "klassischen Werken" der wissenschaftlichen Agrarliteratur.
1874 wurde die Landwirtschaftliche Versuchsstation Weende in die Räume des neu gegründeten Landwirtschaftlichen Instituts der Universität Göttingen verlegt. Die Geschichte dieser Versuchsstation hat Henneberg in mehreren Übersichtsbeiträgen im "Journal für Landwirtschaft" ausführlich beschrieben. Die Station, die zu Hennebergs Zeit noch Eigentum der Königlich Hannoverschen Landwirtschaftsgesellschaft gewesen ist, wurde die Keimzelle für das heutige Institut für Tierphysiologie und Tierernährung der Göttinger Fakultät für Agrarwissenschaften.
Henneberg, seit 1865 a. o. Professor und seit 1873 o. Honorarprofessor, hielt Vorlesungen über Tierernährung an der Landwirtschaftlichen Akademie Weende bzw. später am Landwirtschaftlichen Institut der Universität Göttingen. Er war Ehrenmitglied einer Vielzahl wissenschaftlicher Gesellschaften und seit Sommersemester 1848 Ehrenmitglied der Progreß-Burschenschaft Hercynia Göttingen. 1867 erhielt er die Ehrendoktorwürde der Medizinischen Fakultät der Universität Halle. 1872 verlieh ihm das Kuratorium der Liebig-Stiftung die Goldene Liebig-Medaille. 1889 wurde er zum Geheimen Regierungsrat ernannt. Seine letzte Ruhestätte fand er auf dem Friedhof in Weende.
Der Bakteriologe Wilhelm Hermann Henneberg (1871–1936) war sein Neffe.
In Würdigung des wissenschaftlichen Lebenswerkes von Wilhelm Henneberg und das seines Amtsnachfolgers Franz Lehmann (1860–1942) stiftete der Fachverband der Futtermittelindustrie 1955 einen Henneberg-Lehmann-Preis. Er wird von der Fakultät für Agrarwissenschaften der Universität Göttingen an herausragende Wissenschaftler auf dem Gebiet der Tierernährung und an Personen aus der landwirtschaftlichen Praxis verliehen. Nachwuchswissenschaftler werden mit einem Förderpreis ausgezeichnet.

## Schriften (Auswahl)
- Die agriculturchemischen Streitfragen der Gegenwart in ihren wesentlichsten Momenten. In: Journal für Landwirtschaft Jg.  6, 1858, S. 227–255.
- Beiträge zur Begründung einer rationellen Fütterung der Wiederkäuer. Praktisch-landwirthschaftliche und physiologische Untersuchungen (mit F. Stohmann) Heft 1 u. 2. Braunschweig 1860 u. 1864. – Neue Beiträge. Heft 1 u. 2. Göttingen 1870 u. 1872.
- Die Entwickelung des landwirthschaftlichen Versuchswesens. In: Journal für Landwirthschaft Jg. 26 1878, S. 3–16.
- Zur Geschichte der landwirthschaftlichen Versuchsstation Weende-Göttingen. In: Journal für Landwirtschaft Jg. 30, 1882, S. 547–572.